# Stazione di Diecimo-Pescaglia
La stazione di Diecimo-Pescaglia è una stazione ferroviaria posta sulla ferrovia Lucca-Aulla a servizio del comune di Pescaglia e della frazione Diecimo del comune di Borgo a Mozzano.

## Storia
Al 1999 la stazione risultava impresenziata insieme ad altri 25 impianti situati sulla linea.

## Strutture e impianti
La stazione dispone di un fabbricato viaggiatori e di due banchine che servono i due binari in servizio. È presente uno scalo merci costituito da un magazzino, piano caricatore e un binario tronco.
Costruito nel 1999, è inoltre presente un raccordo a servizio della locale cartiera.

## Movimento
La stazione è servita dalle relazioni regionali Trenitalia svolte nell'ambito del contratto di servizio stipulato con la Regione Toscana denominato anche "Memorario".

## Servizi
La stazione, che RFI classifica di categoria bronze, dispone di:
- Biglietteria automatica
- Sala d'attesa
- Servizi igienici